# Kai !Garib
Kai !Garib (officieel Kai !Garib Local Municipality) is een gemeente in het Zuid-Afrikaanse district ZF Mgcawu.
Kai !Garib ligt in de provincie Noord-Kaap en telt 65.869 inwoners.  Het gemeentebestuur is gevestigd in de plaats Keimoes.

## Hoofdplaatsen
Kai ǃGarib is op zijn beurt nog eens verdeeld in 16 hoofdplaatsen (Afrikaans: nedersettings) en de hoofdstad van de gemeente is de hoofdplaats Kakamas.
- Alheit
- Augrabies Mission
- Augrabies
- Bloemsmond
- Cillie
- Kakamas
- Kanoneiland
- Keimoes
- Kenhardt
- Lennetsville
- Louisvale
- Loxtonberg
- Lutzburg
- Marchand
- Raaswater
- Riemvasmaak